# Donji Oštrc
Donji Oštrc je naseljeno mjesto u Republici Hrvatskoj u Zagrebačkoj županiji. 

## Zemljopis
Administrativno je u sastavu općine Žumberak. Naselje se proteže na površini od 5,52 km².

## Stanovništvo
Prema popisu stanovništva iz 2001. godine u naselju Donji Oštrc živi 101 stanovnik i to u 47 kućanstava. Gustoća naseljenosti iznosi 18,30 st./km².
| broj stanovnika | 298   | 336   | 383   | 416   | 410   | 410   | 395   | 416   | 590   | 419   | 396   | 307   | 201   | 161   | 101   | 72    | 43    |
|                 | 1857. | 1869. | 1880. | 1890. | 1900. | 1910. | 1921. | 1931. | 1948. | 1953. | 1961. | 1971. | 1981. | 1991. | 2001. | 2011. | 2021. |